# Airosperma trichotomum
Airosperma trichotomum är en måreväxtart som först beskrevs av John Wynn Gillespie, och fick sitt nu gällande namn av Albert Charles Smith. Airosperma trichotomum ingår i släktet Airosperma och familjen måreväxter. Inga underarter finns listade i Catalogue of Life.